# Patrick Rylands
Patrick Rylands (Hull, 1943) è un designer inglese.

## Biografia
Dopo il diploma in ceramica al Royal College of Art di Londra nel 1966,  incomincia a collaborare come freelance con alcune importanti aziende di giochi (Creative Playthings, Naef, Ambi Toys).
Nel 1970 è il più giovane designer ad essere insignito del prestigioso Prince Philip Designers Prize per un gruppo di giochi in plastica ABS progettati per l'azienda inglese Trendon Toys (già produttrice delle Sasha dolls).
Dal 1976 al 2002 lavora come in-house designer per Ambi Toys, storica azienda olandese di giochi per la prima infanzia.
Nel 1999 gli viene assegnato il titolo di Royal Designer for Industry.
I suoi giochi fanno parte della collezione permanente del Victoria and Albert Museum of Childhood di Londra e sono stati esposti nella mostra British Design 1948–2012: Innovation in the Modern Age in occasione dei Giochi Olimpici di Londra 2012.
Nel 2014 the Guardian gli ha dedicato un bell'articolo.